# Compus de douăzeci de octaedre
În geometrie compusul de douăzeci de octaedre este un compus poliedric uniform realizat dintr-un aranjament simetric de 20 de octaedre, considerate ca antiprisme.
Are indicele de compus uniform UC14.

## Construcție
Este un caz particular al compusului de douăzeci de octaedre cu libertate de rotație, UC13, în care perechi de vârfuri ale octaedrelor coincid.

## Mărimi asociate

### Coordonate carteziene
Coordonatele carteziene ale vârfurilor acestui compus sunt toate permutările ciclice ale
{\displaystyle \left(\,\pm {\sqrt {\frac {{\sqrt {5}}-1-2{\sqrt {{\sqrt {5}}-2}}}{8}}},\,\pm {\sqrt {\frac {3-{\sqrt {5}}-{\sqrt {10{\sqrt {5}}-22}}}{8}}},\,\pm {\sqrt {\frac {2+{\sqrt {2{\sqrt {5}}-2}}}{8}}}\,\right)}
{\displaystyle \left(\,0,\,\pm {\frac {\sqrt {3-{\sqrt {5}}}}{2}},\,\pm {\frac {\sqrt {{\sqrt {5}}-1}}{2}}\,\right)}
{\displaystyle \left(\,\pm {\sqrt {\frac {3-{\sqrt {5}}+{\sqrt {10{\sqrt {5}}-22}}}{8}}},\,\pm {\sqrt {\frac {2-{\sqrt {2{\sqrt {5}}-2}}}{8}}},\,\pm {\sqrt {\frac {{\sqrt {5}}-1+2{\sqrt {{\sqrt {5}}-2}}}{8}}}\,\right)}

### Volum
Următoarea formulă pentru volum V este stabilită pentru lungimea laturilor tuturor poligoanelor (care sunt regulate) a:
{\displaystyle V={\frac {20{\sqrt {2}}}{3}}\,a^{3}\approx 9,428090~a^{3}.}

## Poliedre înrudite
Acest compus are în comun aranjamentul laturilor cu marele dirombicosidodecaedru, marele dirombidodecaedru disnub și compusul de douăzeci de tetrahemihexaedre.
Poate fi construit ca disjuncție exclusivă a celor două mari dodecicosidodecaedre snub enantiomorfe.
| Anvelopa convexă                | Marele dodecicosidodecaedru snub | Marele dirombicosidodecaedru            |
| Marele dirombidodecaedru disnub | Compus de douăzeci de octaedre   | Compus de douăzeci de tetrahemihexaedre |